# Municipio de Colgate
El municipio de Colgate (en inglés: Colgate Township) es un municipio ubicado en el condado de Steele en el estado estadounidense de Dakota del Norte. En el año 2010 tenía una población de 93 habitantes y una densidad poblacional de 1,01 personas por km².

## Geografía
El municipio de Colgate se encuentra ubicado en las coordenadas 47°16′56″N 97°38′32″O / 47.28222, -97.64222. Según la Oficina del Censo de los Estados Unidos, el municipio tiene una superficie total de 91.67 km², de la cual 91,67 km² corresponden a tierra firme y (0 %) 0 km² es agua.

## Demografía
Según el censo de 2010, había 93 personas residiendo en el municipio de Colgate. La densidad de población era de 1,01 hab./km². De los 93 habitantes, el municipio de Colgate estaba compuesto por el 97,85 % blancos, el 2,15 % eran de otras razas. Del total de la población el 1,08 % eran hispanos o latinos de cualquier raza.